# Milowice
Milowice (im Mittelalter Milejowice) ist der westlichste Stadtteil von Sosnowiec in der Woiwodschaft Schlesien in Polen. Im Stadtteil am linken, östlichen Ufer der Brynica befinden sich einige Parkanlagen und er hat ein Sobriket des grünen Stadtteils von Sosnowiec.

## Geschichte
Milowice ist wahrscheinlich die älteste Ortschaft innerhalb der Grenzen der heutigen Stadt Sosnowiec. Nach einigen Forschern wurde sie schon in einem Dokument von Gilo von Paris (von ihm als im Jahr 1105 ausgestellt unterschrieben, aber am wahrscheinlichsten aus den Jahren 1123–1125) als Miley, ein Dorf im Besitz der Benediktiner in Tyniec, erwähnt. Gerard Labuda, ein Forscher dieser Urkunde sah jedoch kein Miley in diesem und anderen frühesten Dokumenten der Tyniecer Abtei, sowie nach der Historisch-Geographischen Lexikon der Polnischen Akademie der Wissenschaften tauchte die erste sichere Erwähnung von Mileeuici, eines Dorfs im Herzogtum Oppeln und im Besitz der Zisterzienser aus dem niederschlesischen Heinrichau (kirchlich gehörte es jedoch immer zum Bistum Krakau), im Jahr 1228 auf. 1280 wurde es von Breslauer Norbertinern nach deutschem Recht angelegt.
Der Ort liegt am Rande des Gebiets, dass um 1177 aus dem Herzogtum Krakau bzw. Kleinpolen ausgegliedert wurde und an das schlesische Herzogtum Ratibor fiel, ab 1337 gehörte Siewierz zum Herzogtum Teschen unter Lehnsherrschaft des Königreichs Böhmen. Das Herzogtum Siewierz mit dem Dorf Mileovicze wurde im Jahr 1443 vom Teschener Herzog Wenzel I. dem Krakauer Bischof Zbigniew Oleśnicki verkauft. 1598 gehörte das Dorf zur Pfarrei in der Stadt Czeladź.
Im Zuge der Dritten polnischen Teilung kam es 1795 an Preußen als Teil von Neuschlesien. 1807 kam es ins Herzogtum Warschau und 1815 ins neu entstandene russisch beherrschte Kongresspolen. 1827 gab es 29 Häuser mit 164 Einwohnern.
Im Jahr 1822 und 1823 wurden zwei Zechen „Wiktor“ und „Feliks“ eröffnet. Die industrielle Entwicklung des Orts im Polnischen bzw. Dombrowaer Kohlebecken folgte u. a. im Jahr 1882 mit der Gründung der Hütte „Aleksander“ des deutschen Unternehmens „Milowitzer Eisenwerk“. 1915 wurde Milowice in die im Jahr 1902 gegründete Stadt Sosnowiec eingemeindet, als es zur deutschen Besatzungszone Kongresspolens im Ersten Weltkrieg gehörte.
In den 1920er Jahren wurde der jüngste jüdische Friedhof der Stadt Sosnowiec in Milowice eingerichtet. 1935 wurde eine Straßenbahnlinie eröffnet, heute Teil der Straßenbahn im oberschlesischen Industriegebiet. Die örtliche Zeche KWK Milowice wurde im Jahr 1996 geschlossen.